# Мірсаново
Мірса́ново (рос. Мирсаново) — село у складі Шилкинського району Забайкальського краю, Росія. Адміністративний центр Мірсановського сільського поселення.

## Населення
Населення — 643 особи (2010; 795 у 2002).
Національний склад (станом на 2002 рік):
- росіяни — 98 %